# Kabelsketal
Kabelsketal är en kommun (gemeinde) i Saalekreis, förbundslandet Sachsen-Anhalt, Tyskland, öster om Halle an der Saale. Kommunens namn kommer från ån Kabelske som flyter genom kommunen.
Kabelsketal bildades 2004 genom sammanslagning av kommunerna Dieskau, Dölbau, Gröbers und Großkugel.